# Arto Satonen
Arto Olavi Satonen, né le 20 octobre 1966 à Vammala, est un homme politique finlandais.

## Biographie
Arto Satonen obtient son diplôme de fin d'études secondaires du lycée de Vammala en 1985 et obtient son diplôme d'administration des affaires à l'école de commerce d'Etelä-Satakunta en 1989.
Arto Satonen obtient une maîtrise en sciences sociales de l'Université de Laponie en 1997. La thèse de maîtrise de Satonen porte sur le thatchérisme et son impact sur la politique du gouvernement Aho. Il suit également des études complémentaires à l'Université de Cambridge, où il se spécialise en économie du Royaume-Uni et en politique.
Arto Satonen est enseignant au département d'économie d'entreprise de l’université des sciences appliquées de Tampere et enseigne également dans l'établissement de Valkeakoski de l’Université des sciences appliquées HAMK, dans l'établissement d'Ikaalinen de l'Université des sciences appliquées du Pirkanmaa AMK et sur le site d'Huittinen de l'université des sciences appliquées du Satakunta (fi) dans les années 1999-2003.
En 1998, il est également chercheur invité à l'Université de Waikato en Nouvelle-Zélande et maître de conférences invité en Hongrie, en Estonie et en Lettonie en 2000.
Arto Satonen suit également une formation professionnelle et travaille comme entrepreneur dans le domaine du commerce et de l'immobilier depuis plusieurs années.
Arto Satonen a le grade militaire de caporal dans la réserve et il a suivi une formation de défense nationale.

## Carrière politique
Satonen est conseiller municipal de Vammala/Sastamala sans interruption depuis 1997. Il est président du conseil municipal de 2001 à 2004. Plus récemment, il est élu au conseil municipal de Sastamala lors des élections municipales de 2021 pour la période électorale 2021-2025.
Arto Satonen est candidat au siège député pour la première fois aux élections législatives finlandaises de 1999. Il obtient 2 130 voix et il est élu suppléant.
Il était candidat dans la circonscription du Satakunta, car sa ville natale, Vammala, aujourd'hui Sastamala, fait encore partie du Satakunta à cette époque.
Aux élections législatives finlandaises de 2003, Arto Satonen est élu député pour la première fois avec 4 024 voix dans la circonscription de Pirkanmaa.
Aux élections législatives finlandaises de 2007, Satonen est réélu avec 6 678 voix, aux élections législatives finlandaises de 2011 réélu avec 7 021 voix, aux élections législatives finlandaises de 2015 réélu avec 5 339 voix, aux élections législatives finlandaises de 2019 réélu avec 5 126 voix, aux élections législatives finlandaises de 2023 réélu avec 6 029 voix.
Après les élections législatives finlandaises de 2023, Arto Satonen participe aux négociations gouvernementales, dirigeant la table de négociation sur la sécurité sociale, la législation du travail et le recrutement international, et il est nommé ministre du Travail du gouvernement Orpo à partir du 20 juin 2023.
En tant que ministre du Travail, Arto Satonen pousse les réformes du marché du travail du gouvernement et les défend publiquement, notamment contre les critiques du mouvement syndical.
En octobre 2023, Timo Jaatinen, ancien secrétaire d'État de Arto Satonen et du ministère de l'Environnement et du Climat Kai Mykkänen, est nommé sous-secretaire du ministère du Travail et de l'Économie. Cette nomination est considérée comme une nomination politique dans l'opposition.

## Écrits de Arto Satonen
- (fi) Hyvinvointiyhteiskunnan pelastusoppi : 16 murrettua myyttiä, Omakustanne, 2014 (ISBN 978-952-93-4071-2, lire en ligne)

- (fi) Työn linja – osallisuus kunniaan, Ajatuspaja Toivo, 2017 (ISBN 978-951-8964-32-5, lire en ligne)

- (fi) Alueiden kosto ja voidaanko se välttää?, Ajatuspaja Toivo, 2021 (ISBN 978-952-7402-09-2, lire en ligne)